# Harrisonburg (Louisiana)
Harrisonburg è un comune degli Stati Uniti d'America, situato nello Stato della Louisiana, in particolare nella parrocchia di Catahoula, della quale è il capoluogo.